# Liste des évêques et archevêques d'Albi
Pour un article plus général, voir Archidiocèse d'Albi, Castres et Lavaur.
Liste des évêques et archevêques d'Albi

Carte du diocèse d'Albi en 1781.

Le diocèse d'Albi fut fondé vers le troisième siècle. Il devint suffragant de la métropole de Bourges.
Il était bordé au nord par le diocèse de Rodez, à l'est par les diocèses de Vabres et de Béziers, au sud par ceux de Saint-Pons, de Carcassonne et de Saint-Papoul, à l'ouest par ceux de Toulouse, de Montauban et de Cahors.
Il fut démembré en 1317 au profit du diocèse de Castres, nouvellement créé.
À la fin du XVIe et au début du XVIIe siècle l'évêché d'Albi est considéré comme l'un des plus importants du royaume, à cause de ses revenus considérables. Toutefois les guerres civiles qui désolaient l'Albigeois le rendirent comme l'un des plus difficiles à administrer. Plusieurs étrangers, tous italiens, se succédèrent sur ce siège. En les choisissant, le pouvoir était sans doute convaincu qu'il trouverait en eux plus de fermeté et plus d'empressement que chez les prélats français à exécuter les mesures sévères qu'il avait à ordonner pour réprimer les désordres intérieurs.
Par la bulle Triumphans Pastor Æternus daté du  3 octobre 1678, le pape Innocent XI érige l'évêché d'Albi en archevêché métropolitain ayant pour diocèses suffragants ceux de Castres, Cahors, Mende, Rodez et Vabres, détachés de la province de Bourges.
Supprimé le 29 novembre 1801 dans le cadre du Concordat, son territoire est rattaché à celui du diocèse de Montpellier. L'archevêché est restauré le 6 octobre 1822, et élevé à l'état de siège métropolitain.
La dénomination complète de l'archevêché est "Albi-Castres-Lavaur" depuis le 17 février 1922. Le territoire de l'archidiocèse comprend en effet depuis sa restauration les territoires diocésains des deux anciens évêchés de Castres et Lavaur, supprimés.
Le 16 décembre 2002, l'archevêché d'Albi n'est plus métropolitain mais devient suffragant de l'archevêché de Toulouse.

## Évêques
- saint Clair (ou Clarus), selon la tradition la plus suivie, fondateur et premier évêque de l'église d'Albi.
- Antime (ou Anthimus), disciple du précédent.
- vers 406 : Diogénien (ou Diogenianus)
- vers 451 : Anemius
- vers 506 : Sabin (ou Sabinus)
- vers 549 : Ambroise (ou Ambrosius)
- vers 571[2] ou 580[3]-584 : saint Salvi ou Sauve (Salvius)
- vers 585 : Didier (ou Desiderius)
- vers 614 : Frédemond[4] (ou Fredemundus, ou Theofridus)
- 625-647 : Constance (ou Constantius)
- vers 663[2]-664 : Didon ou (Dido)
- vers 647[5] ou 673[2]-675 : Richard (ou Richardus, ou Ricardusus)
- 692-† 30 mai 698 : Citruin (ou Citruinus), également abbé de Castres.
- vers 700[3] : saint Amarand (ou Amarandus), également abbé de Moissac.
- 722-725 : Hugues Ier (ou Hugo)
- vers 734 : Jean Ier (ou Joannes)
- vers 812 : Verdat (ou Verdatus)
- vers 825 : Guillaume Ier (ou Guilielmus)
- vers 844 : Baudouin (ou Balduinus)
- vers 854 : Pandève (ou Pandevius)
- Agambert[6] (ou Agambertus) (?)
- 869-879[7] :saint Loup (ou Lupus)
- vers 886-17 novembre 886 : Eloi (ou Eligius)
- 887-891 : Adolène (ou Adolence, ou Adolenus)
- vers 920[8] : Godebric[9] (ou Golodericus[10], ou Godalricus)
- vers 921 : Paterne (ou Paternus)
- vers 936 : Angelvin (ou Angelvinus)
- 941-942 : Miron (ou Miro)
- vers 942 Frotier Ier
- 961-967 : Bernard Ier (ou Bernardus)
- vers 972 : Frotaire/Frothaire ou Frotier (Froterius, ou Flotarius)
- Honorat Ier[11] (ou Honoratus) (?)<
- 975-987[3] ou 990[2] : Ameil Ier (ou Amelius Ier)
- vers 990 : Ingelbin (ou Ingelbinus)
- vers 992 : Honorat II (ou Honoratus)
- vers 998 : Amblard (ou Amblardus)
- vers 1019[2] ou 1020[3]-vers 1031[2] ou 1040[3] :  Ameil II ou (Amelius II, ou parfois Aemilius)
- 1040-5 août 1054 : Guillaume II (ou Guilielmus)
- Aldegaire[12] (ou Aldéguier, ou Aldegarius) (?)
- 1062-1079 : Frotard[13] (ou Frotardus)
- 1079-1090 : Guillaume III de Poitiers (ou Guillaume Le Poitevin, ou Guilielmus)
- vers 1096 : Gauthier (ou Gautier, ou Gualterius)
- 1098-1099 : Hugues II (ou Hugo)
- vers 1101 : Rigaud Ier[14]
- vers 1100-1103 : Adelgaire Ier (ou Adelgarius)
- vers juin 1103-vers 1105[3] : Arnauld Ier de Cessenon[15] (ou Armand[9], ou Arnoldus de Cassenon[10])
- vers 1108 ou 1109-1110 : Adelgaire II de Penne[16] (ou Adelgarius)
- 1115 : Sicard (ou Sicardus)
- 1115-1125 : Bertrand Ier (ou Bertrandus)
- 1125-1132 : Humbert de Géraud (ou Humbertus Geraldi)
- 1135[2] ou 1136[3]-1143 : Hugues III (ou Hugo)
- 1143[3] ou 1144[2]-1155[3] ou 1156[2] : Rigaud II  (ou Rigaldus)
- 1157-1174[17] : Guillaume IV de Pierre (ou Guilielmus)
- vers 1176 : Gérard (ou Géraud) Ier (ou Gerardus, ou Girardus)
- vers 1183 : Claude Ier d'Andrie (ou Claude André[9], ou Claudius d'Andria[10])
- 1185-1227 : Guillaume V de Pierre de Brens (ou Guilhem Peyre, ou Guilielmus Petri) († 1230)
- 24 avril 1228-vers 1254 : Durand (ou Durandus, ou Durant) de Beaucaire
- août 1254-vers 1271 : Bernard II de Combret (ou Bernardus)
- 1271-1276 : siège vacant
- 7 mars 1276-1308 : Bernard III de Castanet (ou Bernardus) (cardinal en 1316)
- 1308-† 21 septembre 1311 : cardinal (1310) Bertrand II des Bordes (ou Bertrandus de Bordis)
- 1311-1314 : Géraud II (ou Geraldus)
- 12 mars 1314-† 1333 : cardinal Béraud de Farges (ou Beraldus de Fargis)
- 1334-1336 : Pierre Ier de la Vie (ou Pierre de la Voie, ou Petrus de Via)
- 26 juillet 1336 - † 28 novembre 1337 : Bernard IV de Camiet (ou Bernadus, ou Bernard de Camiat)
- 3[3] ou 16[2] décembre 1337-† 18 décembre 1338 : cardinal (1310) Guillaume VI Court (ou Guilielmus Curti)
- 27 janvier 1339-1350 : cardinal (17 décembre 1350) Peytavin de Montesquiou (ou Poitevin, ou Le Poitevin, ou Pictavensis) († 1er février 1356)
- 10 juillet 1351-† novembre ou décembre 1354 : Arnauld II Guillaume (ou Armand, ou Arnaldus Guilielmi)
- 18 octobre 1355-† 11 mars 1379 : Hugues IV Aubert (ou Hugues d'Albert, ou Hugo Auberti, ou Hugo Alberti)
- 1379-1382 : Dominique Ier de Florence (ou Dominicus de Florentia)
- 24 juillet 1382-† 1383 : Jean II de Saie (ou Jean d'Albi, ou Joannes de Saya)
- 1383 - † 15 octobre 1392 : Guillaume VII de la Voulte (ou Guilielmus)
- 1386[2]-1392[2] ou 1393[3] : Pierre II (ou Petrus), compétiteur du précédent[18].
- 1392 ou 1393 ou 1397[19]-septembre 1410 : Dominique Ier de Florence (ou Dominicus de Florentia), pour la deuxième fois.
- septembre 1410-août ou septembre 1434 : Pierre III de Neveu (ou Pierre Le Neveu, ou Petrus)
- 19 décembre 1435-† 11 novembre 1462 : Bernard V de Cazilhac[9] (ou Bernard de Cazillac[10], ou Bernardus)
- 1435-† 1462 : Robert Ier Dauphin (ou Robertus), compétiteur du précédent; le schisme dure 26 ans[20].
- 10[2] ou 19[3] décembre 1462-novembre[3] ou † 10 décembre[2] 1473 : cardinal Jean III Jouffroy (ou Joannes)
- 24 janvier 1474-1502 : Louis Ier d'Amboise (ou Ludovicus) (se démet en 1502; † à Lyon le 1er juillet 1503)
- 1502[3] ou 1503[2]-1510 : cardinal (1507) Louis II d'Amboise (ou Ludovicus), neveu du précédent († 1517)

- 1510[21] Charles Ier de Robertet
  - 1510-1513 : cardinal Robert Guibé, administrateur apostolique.
  - 1513-1515 : cardinal Jules de Médicis  (archevêque de Narbonne en 1515, Élu pape en 1523 sous le nom de Clément VII)
- mars 1515 mai 1515[21] Charles Ier Robertet
- 1515-† 26 mai 1518 : Jean-Jacques Robertet (ou Johannes Jacobus), frère du précédent.
- 1519-† 24 juillet[2] ou 24 septembre[3] 1523 : cardinal Adrien Gouffier de Boisy (ou Hadrianus)
- 1er août 1523[2] ou 19 juin 1524[3]-† 9 octobre 1528 : Aymar Gouffier de Boisy (ou Aymarus), frère du précédent[1].
- 19 octobre 1528-† 9 juillet 1535 : cardinal Antoine Duprat (ou Antoine du Prat, ou Antonius), chancelier de France.
- 1535 - † 18 mai 1550 : cardinal Jean IV de Lorraine (ou Joannes)
- 1550-1561 : cardinal (1553) Louis III de Lorraine-Guise (ou Ludovicus), (né en 1527, † 1578). D'abord évêque de Troyes (Louis II - 1545-1550), il sera archevêque de Sens (1560-1562), puis évêque de Metz (de 1568 à sa mort).
- 1561-1567 : cardinal Laurent Strozzi (ou Laurentius)
- 10 juin 1568-† 30 juin 1574 : Philippe de Rodolphe[22] (ou de Rodolfis ou Philippus de Rodolphis)
- 1575-† 28 juillet 1588 : Julien de Médicis
- août 1588 - † 8 février 1608 : Alphonse Ier d'Elbène (ou Delbene, ou Delbène[1],[23], ou Alfonsus)
- 1608-1635 : Alphonse II d'Elbène (ou Delbene, ou Delbène[1],[23], ou Alfonsus) († 9 janvier 1651)
- 28 janvier 1635-† 25 juillet 1676 : Gaspard de Daillon du Lude (ou Gaspardus)
- 1676-3 octobre 1678 : Hyacinthe Serroni  (ou Hyacinthus de Serroni)

## Archevêques
- 3 octobre 1678 - † 7 janvier 1687 : Hyacinthe Serroni (ou Hyacinthus de Serroni), promu archevêque.
- 18 janvier 1687-15 août 1703 : Charles II Le Goux de La Berchère (ou Carolus)
- 15 août 1703-3 novembre 1719 : Henri de Nesmond (ou Henricus), membre de l'Académie française (1710).
- 5 novembre 1719-† 15 avril 1747 : Armand-Pierre de la Croix de Castries  (ou Armandus Petrus)
- 1er mai 1747-25 avril 1759 : Dominique II de la Rochefoucauld (ou Dominicus) (cardinal le 1er juin 1778)
- avril 1759-15 mai 1764 : Léopold-Charles de Choiseul-Stainville (ou Leopoldus Carolus), ensuite archevêque de Cambrai
- 27 mai 1764-1790 : cardinal (26 juin 1769) François-Joachim de Pierre de Bernis (ou Franciscus Joachimus), titulaire jusqu'à sa mort le 2 novembre 1794.
- 3 avril 1791-vers 1802 : pour mémoire (Jean-Joachim Gausserand, évêque constitutionnel du Tarn).
- 29 novembre 1801-6 octobre 1822 : siège supprimé. François de Pierre de Bernis (Franciscus), d'abord titulaire du siège entre le 2 novembre 1794 et le 2 mars 1802, reste après sa suppression coadjuteur (2 mars 1802-8 août 1817) († 4 février 1823).

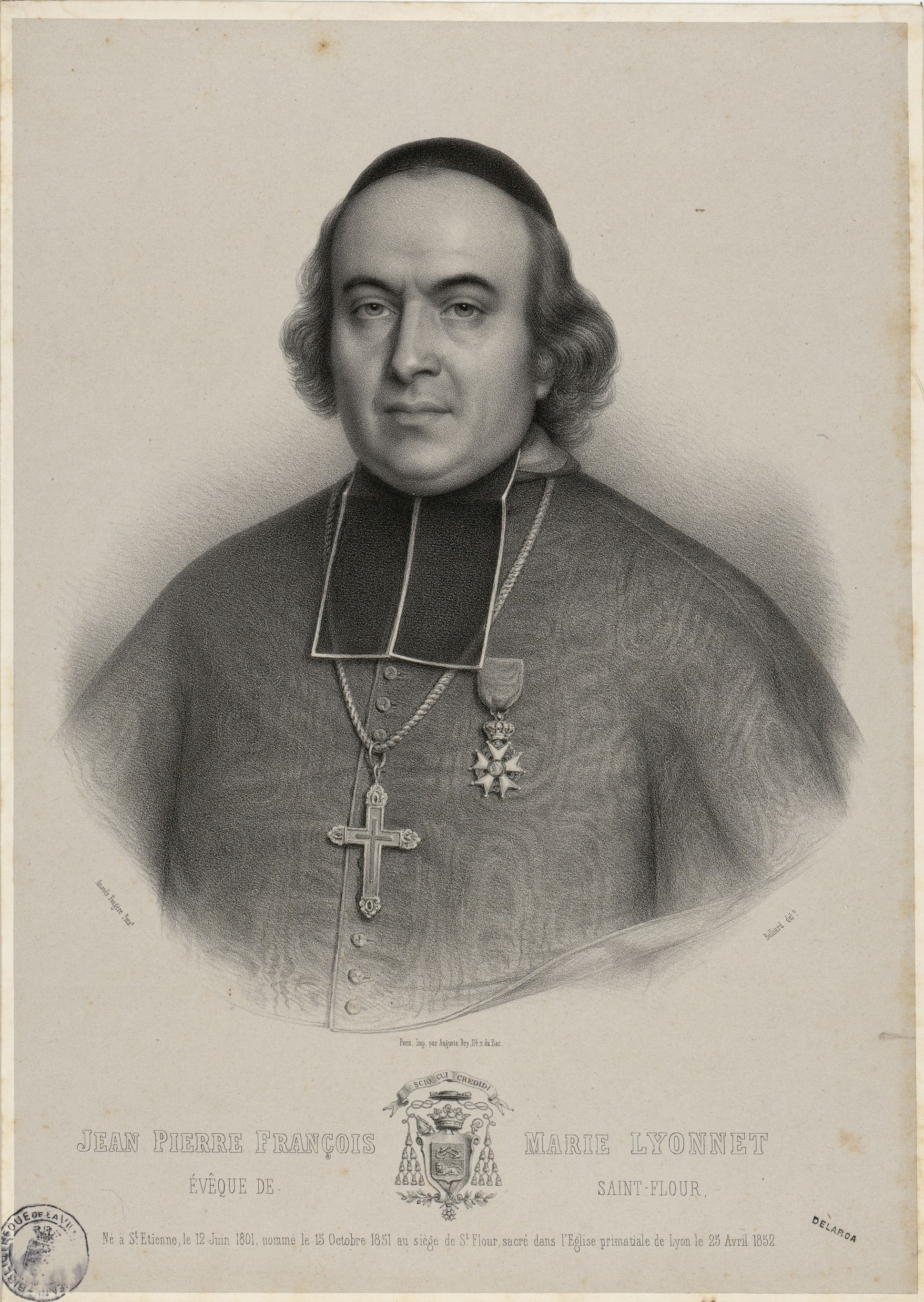
Jean-Paul-François-Félix-Marie Lyonnet, archevêque d'Albi (1864-1875).

## Rétablissement de l'archevêché

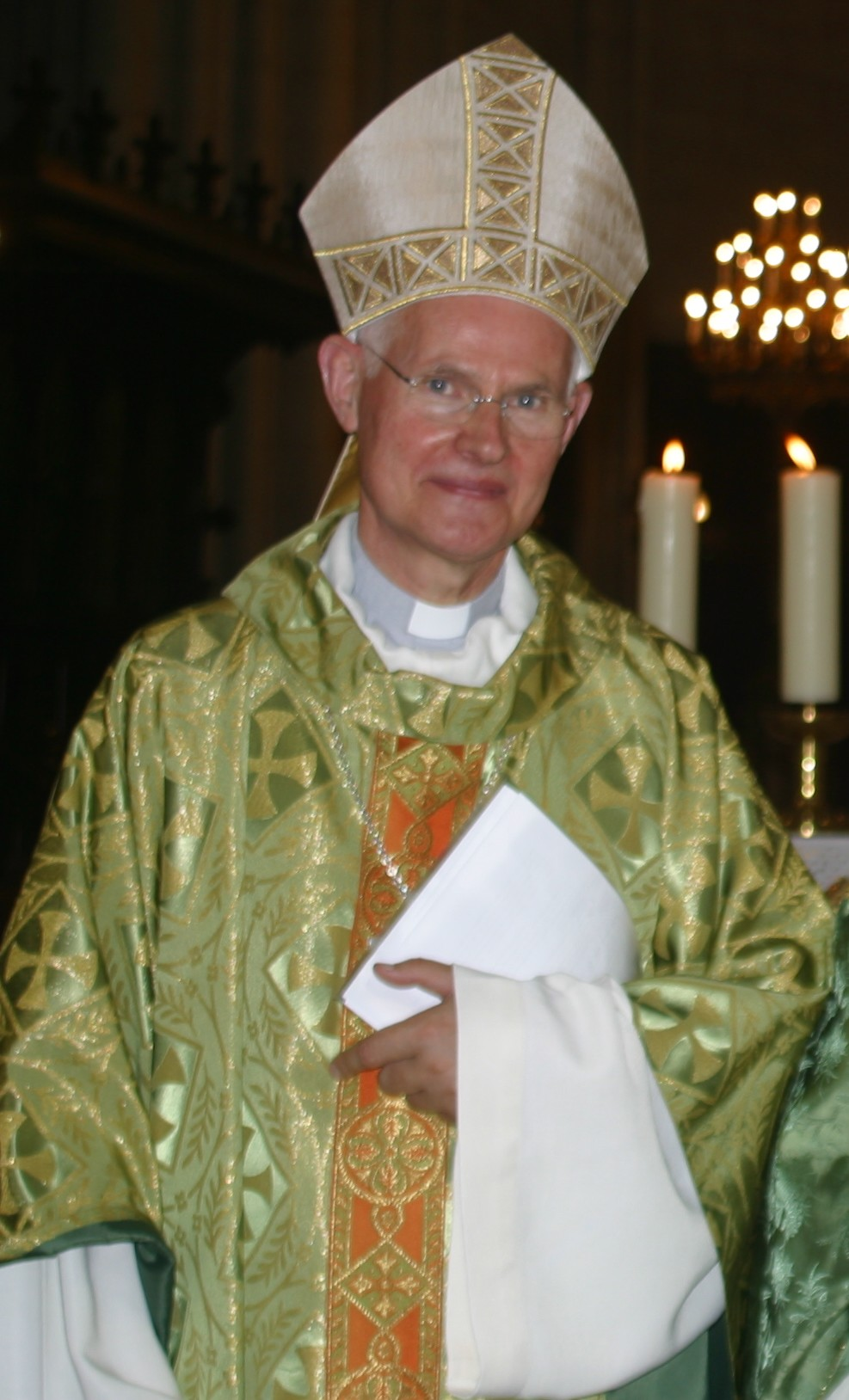
Pierre-Marie Carré (2000-2010).

- 8 août 1817[24]-† 25 février 1833 : Charles III Brault
- 18 mars 1833-† 16 juin 1842 : François-Marie-Edouard de Gualy
- 15 juillet 1842-† 20 novembre 1864 : Jean-Joseph-Marie-Eugène de Jerphanion
- 4 décembre 1864-† 24 décembre 1875 : Jean-Paul-François-Félix-Marie Lyonnet
- 17 janvier 1876-† 24 juillet 1884 : Étienne-Émile Ramadié
- 22 septembre 1884-† 23 mars 1899 : Jean-Émile Fonteneau
- 7 décembre 1899-† 18 mars 1918 : Eudoxe Irénée Mignot
- 18 mars 1918-† 30 janvier 1940 : Pierre-Célestin Cézerac
- 11 mai 1940-† 10 mars 1956 : Jean-Joseph Moussaron
- 5 janvier 1957-† 2 août 1961 : Jean-Emmanuel Marquès
- 4 décembre 1961-15 juin 1974 : Claude Dupuy
- 15 juin 1974-13 avril 1985 : Robert II Coffy (Robert Joseph Coffy)
- 17 mars 1986-† 12 décembre 1988 : Joseph Rabine (Joseph Marie Henri Rabine)
- 8 avril 1989-† 7 octobre 1999 : Roger Meindre (Roger Lucien Meindre)
- 13 juillet 2000-14 mai 2010 : Pierre-Marie Carré (Pierre-Marie Joseph Carré)
- 2 février 2011-18 août 2023 : Jean V Legrez (Jean Marie Henri Legrez)
- depuis le 18 août 2023 : Jean-Louis Balsa